# Gahvareh
Gahvareh (în persană گهواره ; romanizat și ca Gahvāreh; cunoscut și sub numele de Gavāra și Gawareh)  este un oraș și o capitală a județului Dalahu, provincia Kermanshah, Iran. La recensământul din 2006, populația sa era de 4.708 de locuitori, în 1.147 de familii.